# Teumman
Teumman est un roi de l'ancien royaume d'Élam, régnant de 664 à 653 av. J.-C., contemporain du roi Assyrien Assurbanipal (668 - c. 627). 
Selon les sources, le nom peut être écrit comme Te'umman, Teumann, ou Te-Umman. Pendant un temps, de nombreux chercheurs, pensent voir en lui le Tepti-Huban-Inshushinak mentionné dans les inscriptions, bien que ce point de vue ait depuis perdu leurs faveurs.
Teumman succède à Urtaki. La relation entre Urtaki et Teumman est un objet de désaccord. D'une part, D. T. Potts (2015) qualifie Teumann de « apparemment sans rapport avec Urtak ou Hubanhaltash II. » De même, le Cambridge Ancient History de Boederman fait référence à l'accession de Teumman comme un « bouleversement dynastique. »  D'un autre côté, M. Rahim Shayegan affirme que « Te'umman semble avoir été le frère de deux de ses prédécesseurs royaux (Khumban-Khaldash II et Urtaki). » Quoi qu'il en soit, à l'accession de Teumman, les fils d'Urtaki s'échappèrent en Assyrie, après quoi Urtaki exigea sans succès que les fils d'Urtaki soient remis à sa garde. Teumman a également demandé leur extradition, mais Assurbanipal a refusé. Teumman a alors commencé une campagne contre Na'id Marduk, le dirigeant fantoche de l'Assyrie dans le Pays de la Mer, vers 675. Après avoir repoussé les assyriens, Teumman place Nabo-usalim sur le trône à Ur.
Teumman, Nabo-usalim et Shamash-shum-ukin, le frère rebelle babylonien d'Assurbanipal, forment une coalition contre Assurbanipal qui lance une attaque sur Élam en 653. Les armées se rencontrent lors de la bataille d'Ulai où Teumman est tué. Un texte, écrit en 649, parmi les annales d'Assurbanipal, recense les justifications d'Assurbanipal pour la guerre et sa conclusion. Les motifs d'Assurbanipal pour la guerre comprenaient « les messages insolents de Teumman, sa vantardise, ses intrigues diaboliques, une éclipse lunaire qui annonçait la chute de Teumman, une saisie infligée par les dieux à Teumman en guise d'avertissement, et la déclaration de guerre de Teumman sur Assurbanipal. » Le même texte rapporte qu'Assurbanipal a fait décapiter Teumman lors de la bataille, que sa tête a été exposée à la cour, et que Teumman a été remplacé comme roi par Ummanigash, fils d'Urtaki.